# Antispionprogram
Antispionprogram (eng: antispyware) är en kategori av säkerhetsprogram som hjälper datoranvändaren att bli av med så kallade spionprogram från sin dator.